# Conus eleutheraensis
Espèce
Conus eleutheraensis est une espèce de mollusques gastéropodes marins de la famille des Conidae.
Comme toutes les espèces du genre Conus, ces escargots sont prédateurs et venimeux. Ils sont capables de « piquer » les humains et doivent donc être manipulés avec précaution, voire pas du tout.

## Description
La taille de la coquille atteint 20 mm.

## Distribution
Cette espèce marine d'escargot conique se trouve au large des Bahamas.

## Taxonomie

### Publication originale
L'espèce Conus eleutheraensis a été décrite pour la première fois en 2013 par le malacologiste américain Edward James Petuch (d),,.

### Synonymes
- Conus (Dauciconus) eleutheraensis (Petuch, 2013) · appellation alternative
- Magelliconus eleutheraensis Petuch, 2013 · non accepté (protonyme)
- Purpuriconus eleutheraensis (Petuch, 2013) · non accepté

## Identifiants taxonomiques
Chaque taxon catalogué par les bases de données biologiques et taxonomiques possède un identifiant qui permet d'établir un point de référence. Les identifiants de Conus eleutheraensis dans les principales bases sont les suivants :
CoL : XXBY - WoRMS : 730552